# Арейон
Арейон в древногръцката митология е говорещ кон, син на Посейдон и Деметра.
Влюбен в богинята на плодородието Деметра, владетелят на моретата Посейдон я преследва, докато тя, опечалена от изчезването на дъщеря си Персефона, отчаяно я търси надлъж и нашир по Земята, докато тя е всъщност в Подземното царство, похитена от господаря му Хадес, който я взема за своя съпруга. За да се спаси от преследването на морския бог, Деметра се превръща в бяла кобила и се скрива в табун коне. Но Посейдон също се преобразява - в жребец, последва я и я обладава. Плод на връзката им е Арейон. Първоначално той принадлежи на Посейдон. По късно става собственост на героя Херкулес (Херакъл), който на свой ред го подарява на Адраст – цар на Аргос. Благодарение на бързината на летящия си кон, Адраст, единствен  от вождовете, участвали в похода на Седемте срещу Тива, се спасява от гибел, след разгрома на войските им.